# Elizabeth City
Elizabeth City (früher Redding oder Elizabethtown) ist ein Ort in den Countys Pasquotank und Camden im Bundesstaat North Carolina in den Vereinigten Staaten von Amerika und ist zugleich Verwaltungssitz des Pasquotank County. Das U.S. Census Bureau ermittelte bei der Volkszählung 2020 eine Einwohnerzahl von 18.631.
Die Stadt gehört zur Inner Banks Region in der Küstenebene des Staates.

## Geschichte
An der Engstelle des Pasquotank River gelegen, nutzten die Kolonisten das Gebiet, aus dem sich Elizabeth City entwickelte, als Handelsplatz. Bereits in der Mitte des 18. Jahrhunderts richteten sie Kontrollstationen und Fähren ein. Durch den Bau kleinerer Straßen, eines Schulhauses und bald auch einer Kirche entwickelte sich an dieser Engstelle eine kleine Gemeinde.

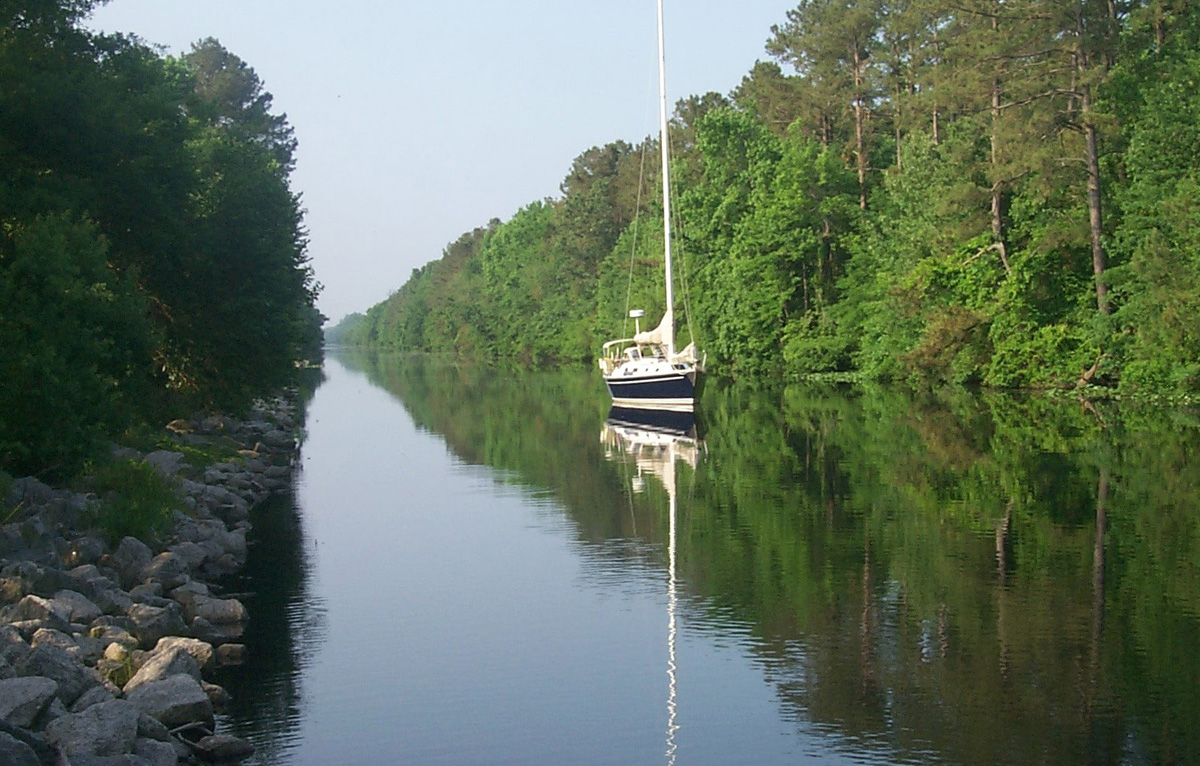
Dismal Swamp Canal

### Der Dismal Swamp Canal
Im Jahr 1793 unterstützten Geschäftsleute den Bau des Dismal Swamp Canal, der für den Erfolg des Handels in Elizabeth City von entscheidender Bedeutung war. Der Kanal verbindet die Chesapeake Bay in Virginia mit dem Albemarle Sound in North Carolina und verläuft östlich des namensgebenden Great Dismal Swamp.

### Namensherkunft
Die Versammlung von North Carolina gründete die Stadt als Redding und benannte sie 1794 in Elizabethtown um. Da es zu Verwechslungen mit einer anderen Stadt gleichen Namens kam, wurde die Stadt 1801 in Elizabeth City umbenannt.
Es ist nicht eindeutig belegt, ob der Name sich auf Elisabeth I. von England oder die Frau des Stadtgründers Elizabeth „Betsy“ Tooley bezieht.

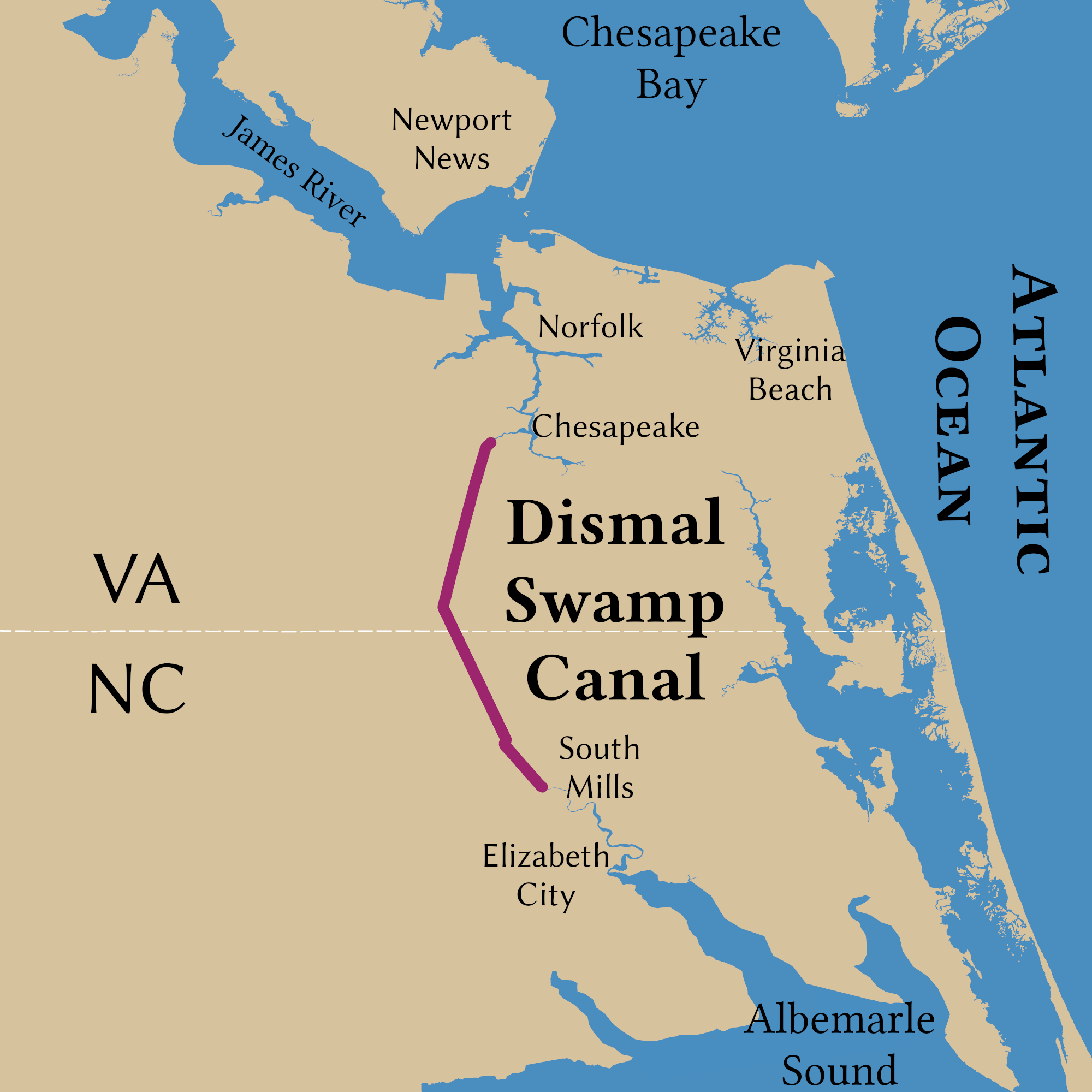
Route des Dismal Swamp Canals

Mit dem Ausbau des Dismal Swamp Canal blühte der Handel auf, und Elizabeth City wurde zu einem finanziellen Handelszentrum.
Während des amerikanischen Bürgerkriegs hatten die Konföderierten Staaten eine kleine Flotte in Elizabeth City stationiert. Nach der Schlacht von Roanoke Island schickten die Nordstaaten eine Flotte, um die Stadt einzunehmen. Ein kleines Scharmützel endete mit einem Sieg der Union. Elizabeth City blieb für den Rest des Krieges unter der Kontrolle der Union, ebenso wie der größte Teil der Küste North Carolinas.
Elizabeth City entwickelte sich zu einem florierenden Tiefseehafen und einem starken regionalen Wirtschaftszentrum. Er basierte auf Branchen wie Holzfällerei, Schiffbau, Getreideexport sowie Fisch- und Austernverarbeitung und stand in Konkurrenz zu anderen Häfen wie Norfolk und Baltimore. Doch die Gründung der Elizabeth City and Norfolk Railroad im Jahr 1881, die später in Norfolk Southern Railway umbenannt wurde, förderte die Verlagerung der Industrien vom Hafen von Elizabeth City in die wachsenden Städte der Upper Coastal Plain und des Piedmont von North Carolina.
Der Ausbruch des Zweiten Weltkriegs belebte die Industrie von Elizabeth City, insbesondere die Schiffbau-, Textil- und Luftfahrtindustrie. 1940 wurde die Coast Guard Air Station Elizabeth City und 1941 die Navy Air Station Weeksville gegründet, um mit Wasserflugzeugen und Luftschiffen die deutschen U-Boote zu überwachen, die in den Gewässern der Ostküste amerikanische Handelsschiffe angriffen.
Während des Zweiten Weltkriegs baute die Werft in Elizabeth City die meisten U-Boot-Jagdboote für die US-Marine (30 von 438). Von 1942 bis 1944 unterstützte die Elizabeth City-Werft die Kriegsanstrengungen mit einem Großteil ihrer Produktion.
Seit dem späten 20. Jahrhundert dominieren der Dienstleistungssektor, die Regierung und die Landwirtschaft die heutige Wirtschaft. Seit den späten 1990er Jahren haben die Bemühungen um eine Wiederbelebung des Fremdenverkehrs und der Bürgerschaft, die sich auf die Innenstadt und die fünf historischen Bezirke der Stadt konzentrieren, zu einer zunehmenden wirtschaftlichen Stabilität geführt.
Der Elizabeth City Historic District, der Elizabeth City State Teachers College Historic District, das Elizabeth City Water Plant, der Episcopal Cemetery, die Norfolk Southern Passenger Station, der Northside Historic District, das Old Brick House, der Riverside Historic District und der Shepard Street-South Road Street Historic District sind im National Register of Historic Places eingetragen und stehen unter Denkmalschutz, um den Tourismus zu fördern.

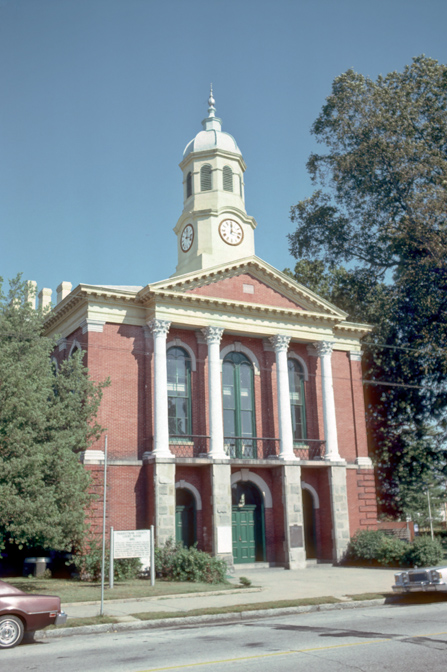
Pasquotank County Courthouse im Elizabeth City Historic District
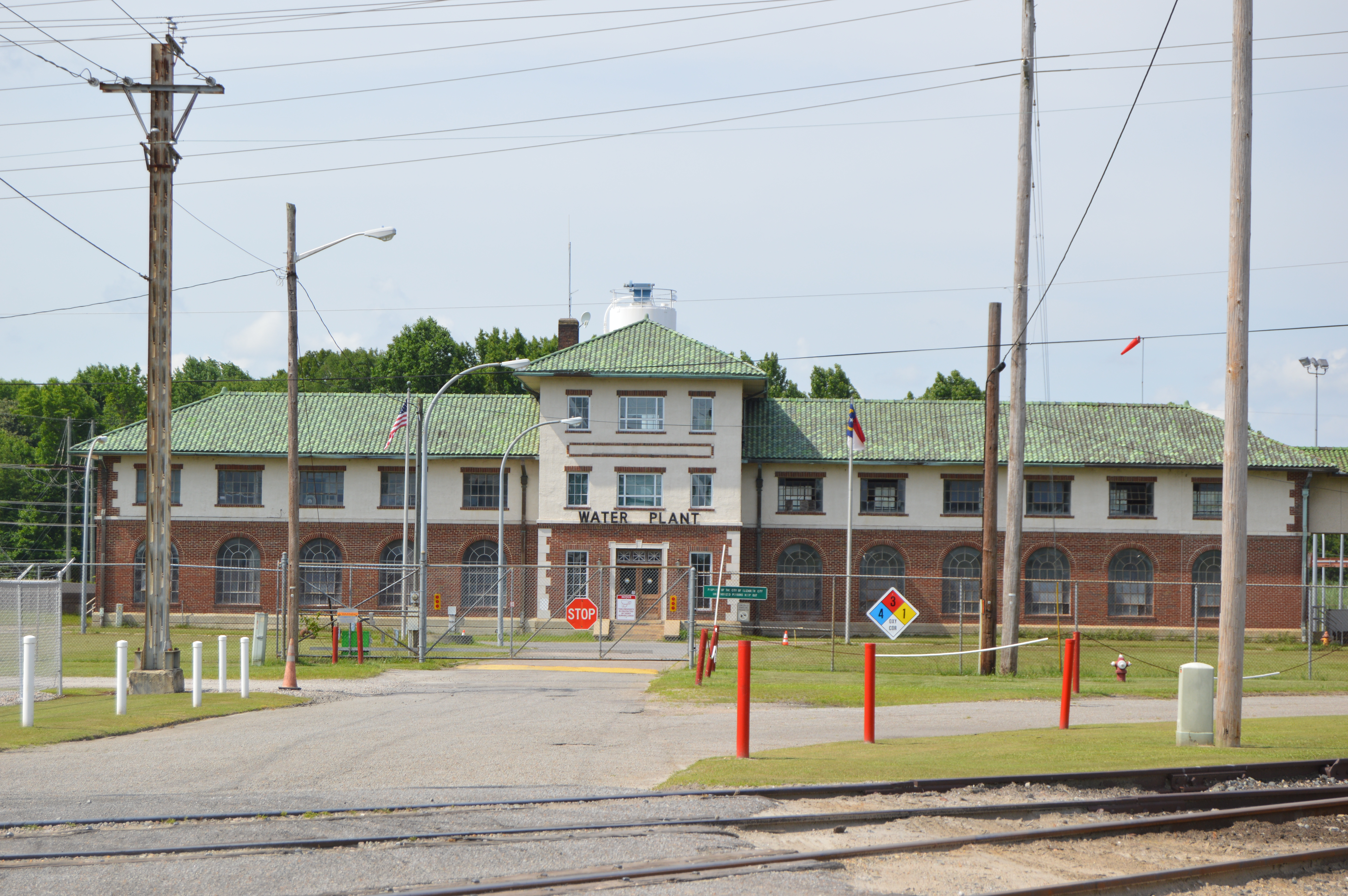
Elizabeth City Water Plant (erbaut 1926)
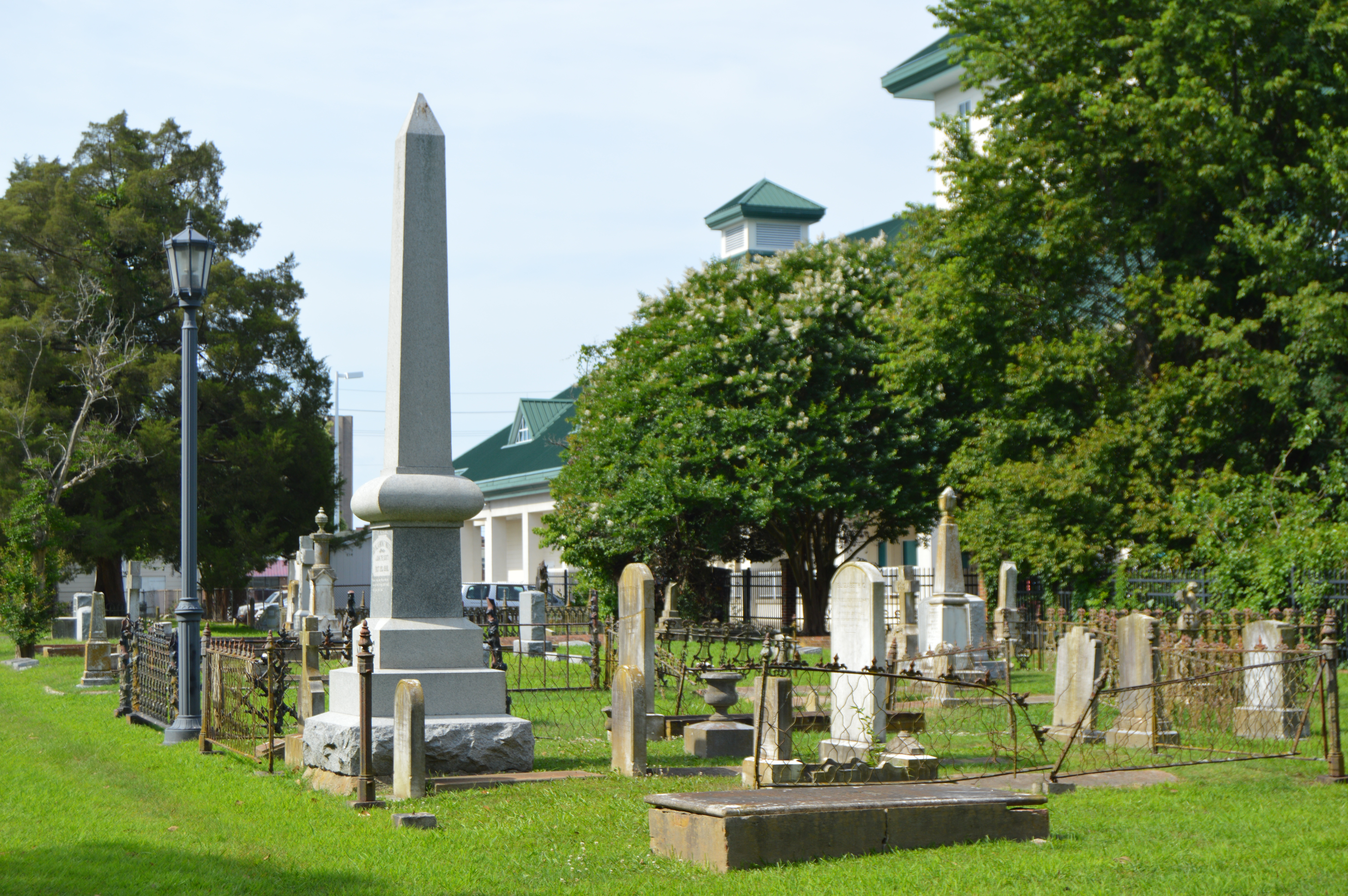
Elizabeth City Episcopal Cemetery
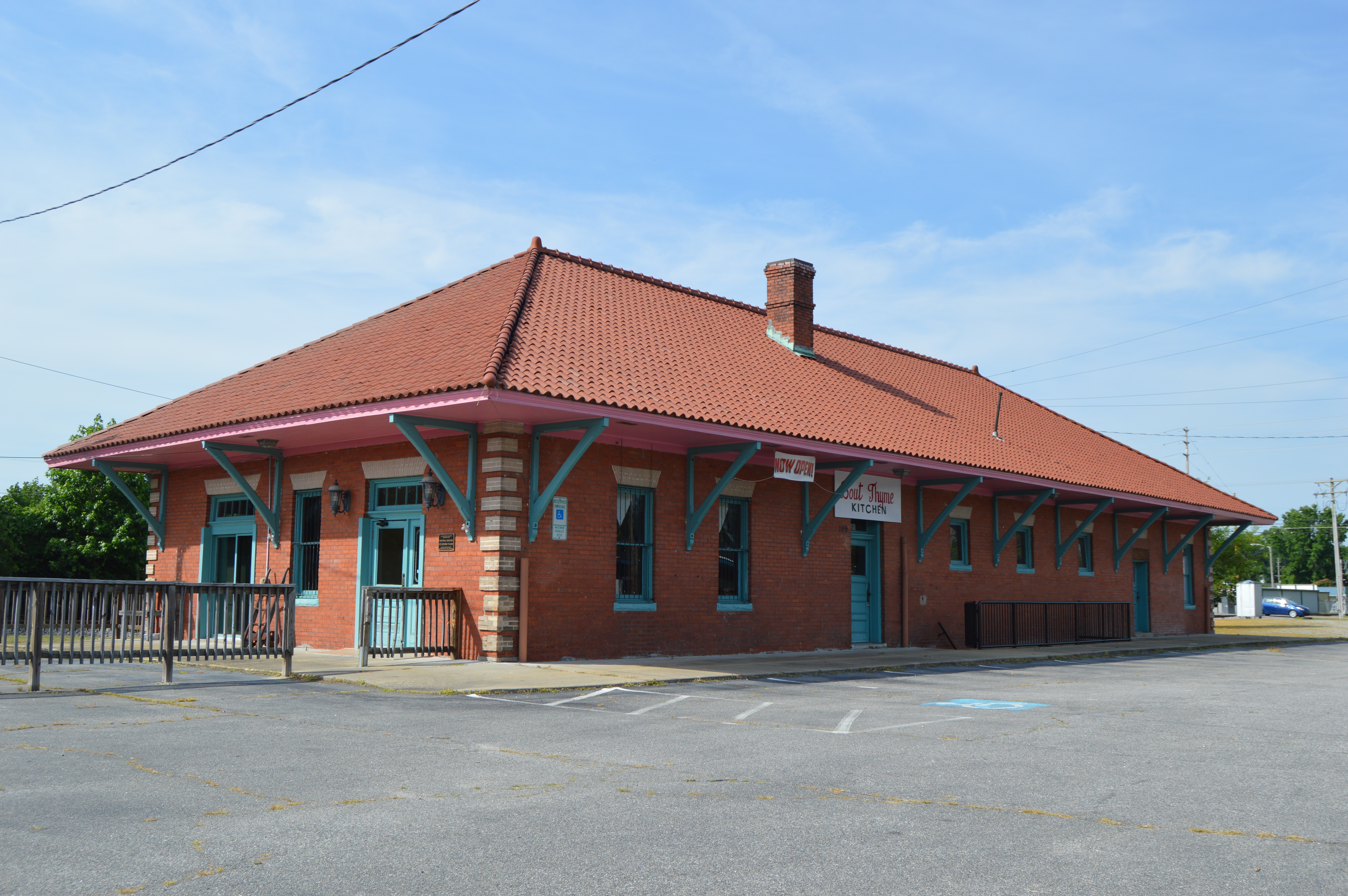
Norfolk Southern Passenger Station (erbaut 1914)
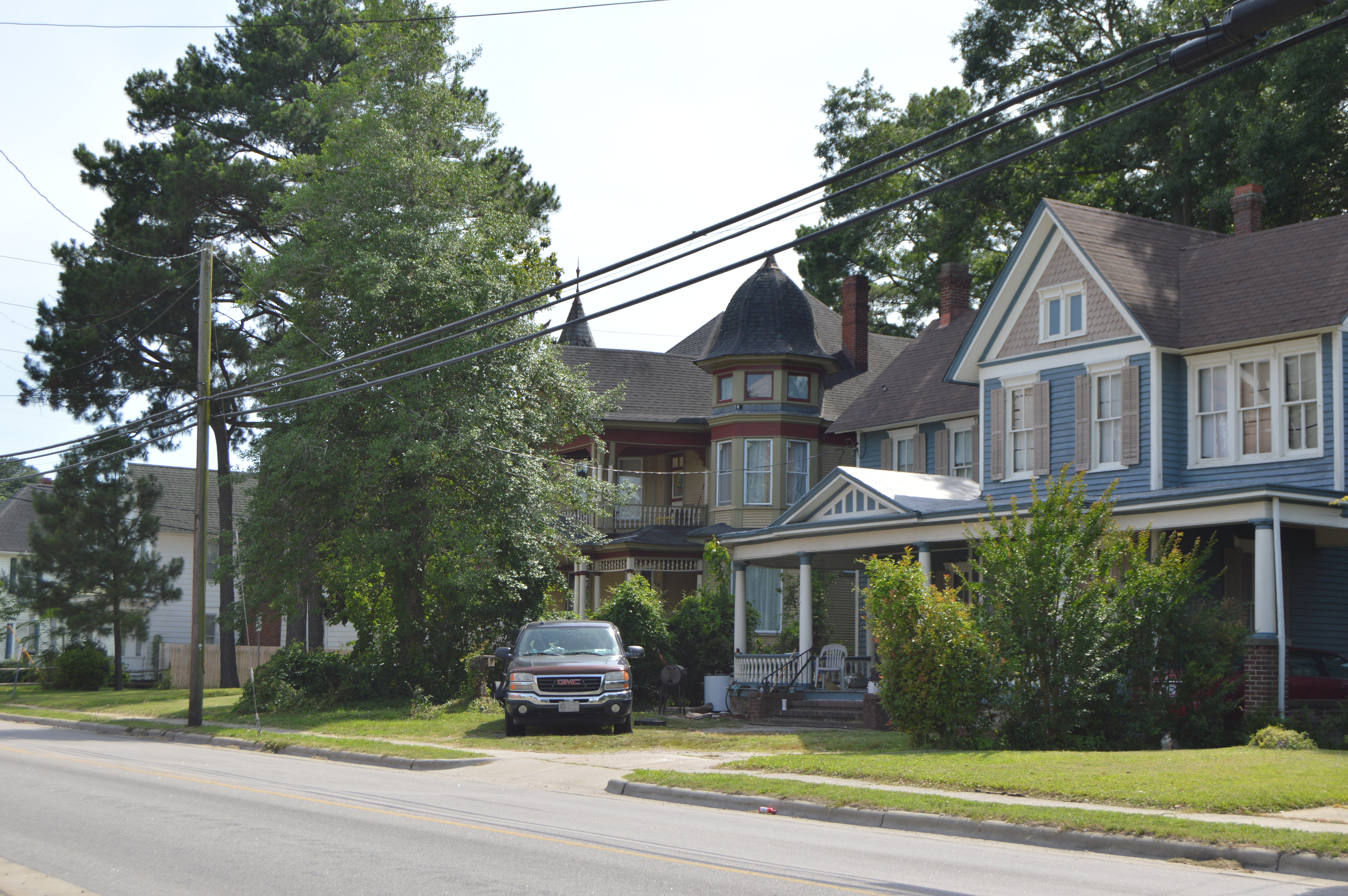
Häuserfront im Northside Historic District
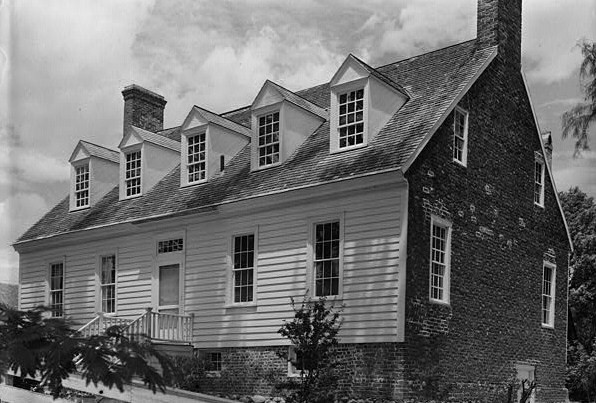
Old Brick House (um 1940)
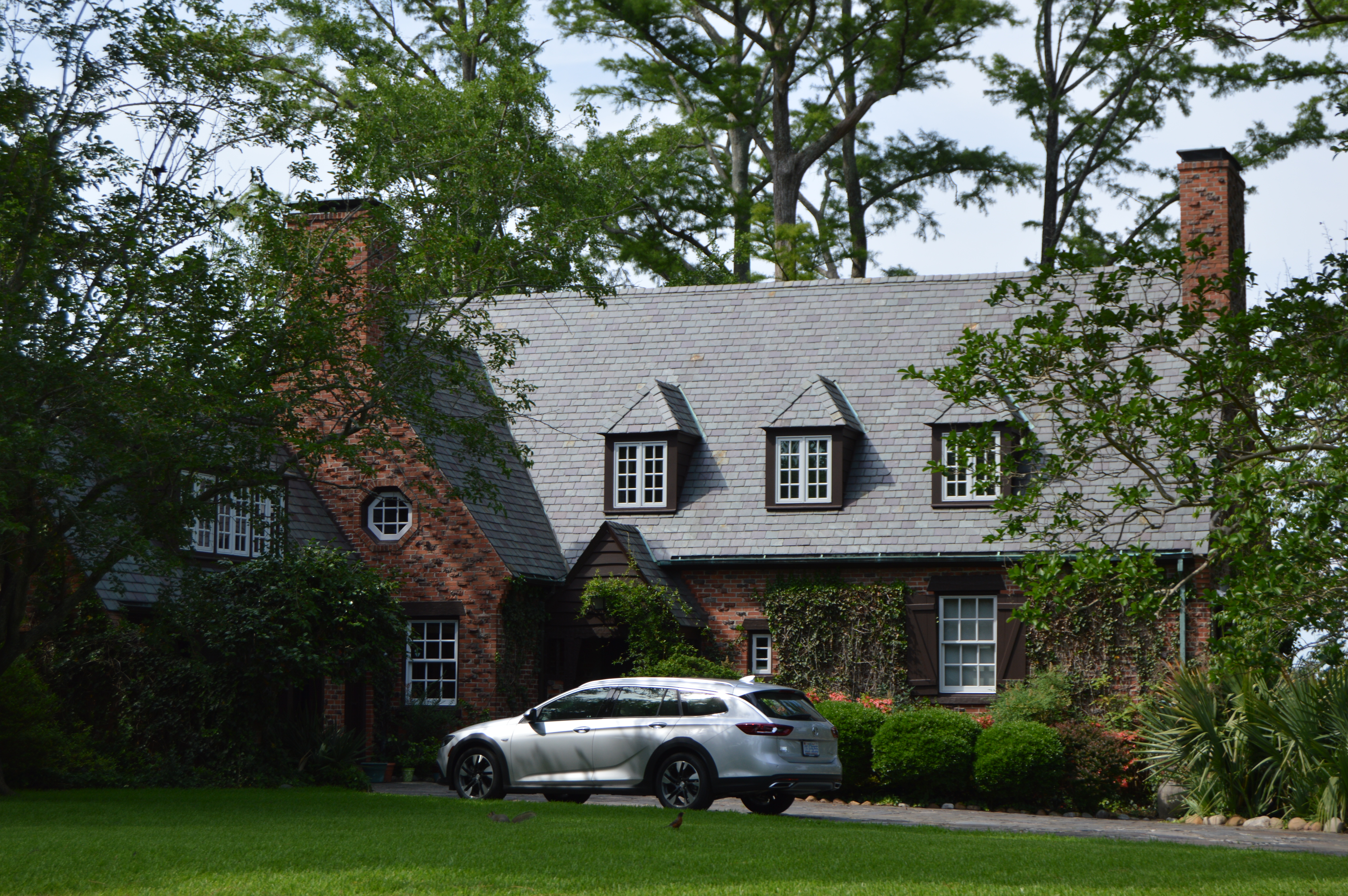
Harold Foreman House im Riverside Historic District

## Demographie
Das U.S. Census Bureau hat bei der Volkszählung 2020 eine Einwohnerzahl von 18.631 ermittelt.

### Census 2000
Nach der Volkszählung im Jahr 2000 lebten hier 17.188 Menschen in 6.577 Haushalten und 4.189 Familien. Die Bevölkerungsdichte beträgt 742,3 Einwohner pro km². Ethnisch betrachtet setzt sich die Bevölkerung zusammen aus 40,24 % weißer Bevölkerung, 56,60 % Afroamerikanern, 0,27 % amerikanischen Ureinwohnern, 0,79 % Asiaten, 0,62 % Bewohner aus anderen ethnischen Gruppen, 1,46 % stammen von zwei oder mehr Ethnien ab. 1,5 % der Bevölkerung sind spanischer oder lateinamerikanischer Abstammung.
Von den 6.577 Haushalten hatten 32,3 % Kinder unter 18 Jahren, die bei ihnen lebten, 36,7 % davon waren verheiratete, zusammenlebende Paare, 23,1 % waren allein erziehende Mütter und 36,6 % waren keine Familien. 31,7 % bestanden aus Singlehaushalten und in 14,5 % lebten Menschen mit 65 Jahren oder älter. Die Durchschnittshaushaltsgröße betrug 2,39 und die durchschnittliche Familiengröße war 3,01 Personen.
25,7 % der Bevölkerung waren unter 18 Jahre alt. 15,1 % zwischen 18 und 24 Jahre, 25,4 % zwischen 25 und 44 Jahre, 18,1 % zwischen 45 und 64, und 15,7 % waren 65 Jahre alt oder älter. Das Durchschnittsalter betrug 33 Jahre. Auf 100 weibliche Personen kamen 81,9 männliche Personen. Auf 100 Frauen im Alter von 18 Jahren oder darüber kamen 75,4 Männer.
Das jährliche Durchschnittseinkommen eines Haushalts betrug 24.193 $ und das jährliche Durchschnittseinkommen einer Familie betrug 28.037 $. Männer hatten ein durchschnittliches Einkommen von 27.434 $ gegenüber den Frauen mit 20.836 $. Das Prokopfeinkommen betrug 13.333 $. 25,1 % der Bevölkerung und 27,2 % der Familien lebten unterhalb der Armutsgrenze. 37,5 % von ihnen sind Kinder und Jugendliche unter 18 Jahre und 23,7 % sind 65 Jahre oder älter.

## Geographie
Elizabeth City liegt am Ufer des Pasquotank River, der in den Albemarle Sound mündet und einen Teil des Atlantic Intracoastal Waterway bildet. Nach dem United States Census Bureau umfasst das Stadtgebiet eine Fläche 24,8 km².

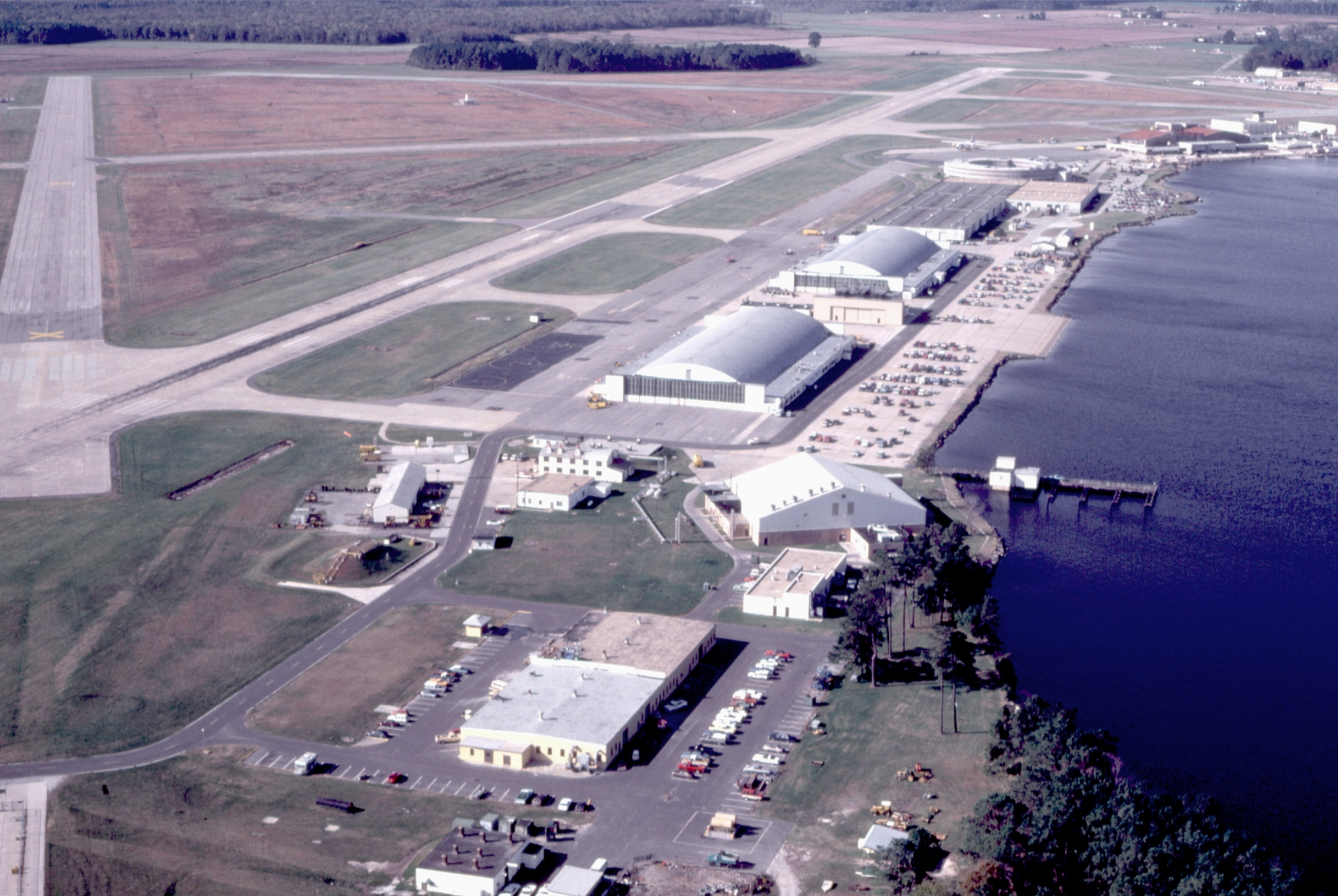
Coast Guard Air Station Elizabeth City (1999)

## Wirtschaft und Infrastruktur

### Wirtschaft
Eine der großen Coast Guard Air Stations liegt an der südlichen Stadtgrenze von Elizabeth City. Die Basis ist einer der großen Arbeitgeber und ein wichtiger Wirtschaftsfaktor neben dem Tourismus in der Stadt.

### Verkehr
Der U.S. Highway 17 führt ins 70 km nördlich gelegene Norfolk und 80 km westlich nach Windsor (North Carolina). Über den U.S. Highway 158 erreicht man die 70 km östlich liegende Inselkette der Outer Banks im Atlantik. Es ist geplant die Interstate 87 von Raleigh kommend über Elizabeth City nach Norfolk zu verlängern.
Elizabeth City verfügt über den Elizabeth City Regional Airport, einen zivil-militärischen Flughafen, der mit der U.S. Coast Guard Air Station Elizabeth City geteilt wird und sich 6 km südöstlich der Stadt befindet.
Der Norfolk International Airport, der sich etwa eine Stunde nördlich befindet, bietet planmäßige inländische und internationale Passagierflüge an.

### Bildung
Elizabeth City beherbergt eine private und zwei öffentliche Hochschuleinrichtungen
- Die Elizabeth City State University (ECSU), das kleinste Mitglied der 16 Universitäten umfassenden University of North Carolina, ist eine historisch afroamerikanische Einrichtung auf einem kompakten Campus am südlichen Rand der Stadt.[13]
- In der Stadt befindet sich der Hauptcampus des College of the Albemarle (COA) am nördlichen Rand der Stadt.
- Die Mid-Atlantic Christian University, eine 1948 gegründete private christliche Einrichtung, liegt am Pasquotank River nördlich der Innenstadt von Elizabeth City.

Alle drei Schulen haben Vereinbarungen geschlossen, die es den Studierenden ermöglichen, sich an einer der beiden anderen Einrichtungen zu immatrikulieren.

## Persönlichkeiten

### Hochschullehrer an der Elizabeth City State University
- Louise Nixon Sutton (1925–2006), Mathematikerin
- Linda B. Hayden (* 1949), Mathematikerin, Informatikerin

### Söhne und Töchter der Stadt
- Lemuel Sawyer (1777–1852), Politiker
- John Pool (1826–1884), Politiker
- Clinton L. Cobb (1842–1879), Politiker
- Walter F. Pool (1850–1883), Politiker
- John Ehringhaus (1882–1949), 58. Gouverneur von North Carolina
- A. B. Spellman (* 1935), Jazzautor, Musikkritiker und Lyriker
- John Dear (* 1959), Priester,  Hochschullehrer, Friedensaktivist und Autor über Gewaltlosigkeit
- Anthony Smith (* 1967), Footballspieler
- Edward Snowden (* 1983), Whistleblower
- Sha'Keela Saunders (* 1993), Weitspringerin